# Народно-революционная армия Политцентра
Народно-революционная армия — сухопутные вооружённые силы Политцентра, созданные в конце 1919 года из мятежных частей Русской Армии Колчака.

## История
12 ноября 1919 года в Иркутске по инициативе местной земской управы открылось Всесибирское совещание земств и городов. На совещании был образован Политический центр, начавший подготовку восстания.
21 декабря 1919 года под руководством Э. С. Алко началось восстание в Черемхове. К восставшим присоединился Черемховский железнодорожный батальон. 23 декабря эсеры во главе с Е. Е. Колосовым выступили в Красноярске, где в восстании участвовали выведенные с фронта на пополнение части 1-го Средне-Сибирского корпуса во главе с генерал-майором Б. Зиневичем. 24 декабря в Иркутске контрразведка штаба Иркутского военного округа задержала революционный комитет эсеров из 18 человек; Н. С. Калашникову, В. В. Максимову-Соколову и М. Я. Линдбергу, а затем В. П. Неупокоеву удалось скрыться, остальные были арестованы и впоследствии убиты. В 18 часов 24 декабря по приказу Политцентра Н. С. Калашников и В. П. Мерхалев возглавили выступление в Глазкове 53-го Сибирского стрелкового полка, одновременно выступила Иркутская местная бригада. С переходом к повстанцам местной бригады в их руках оказалась богатейшие военные склады станции Батарейная, которые она охраняла.
Повстанцы стали Народно-революционной армией, которую возглавил штабс-капитан Н. С. Калашников. В частях отстранили старых командиров, а к новым приставили комиссаров Политцентра. Восставшие также развернули рабочие дружины: одну в Глазкове, другую — в Знаменском предместье Иркутска. Завязались бои с войсками, оставшимися верными Колчаку, а также с пришедшими им на помощь частями атамана Семёнова. В ходе боёв части НРА освобождали многочисленных политзаключённых, из которых также формировались боевые отряды. К 5 января весь Иркутск был во власти Политцентра. На 15 января 1920 года общая численность войск Политцентра составляла 11 814 человек.
17 января из Нижнеудинска в Иркутск сообщили о появлении в пределах Иркутской губернии отступающих частей Русской армии. Под предлогом того, что Политцентр не предпринимал мер по противодействию частям Каппеля, иркутские большевики 21 января потребовали от Политцентра передать им власть. Политцентр согласился, и 23 января власть в Иркутске перешла к Военно-революционному комитету из большевиков во главе с А. А. Ширямовым. Приказом от 23 января 1920 года войска НРА были сведены в Восточно-Сибирскую советскую армию.